# Gun (zespół muzyczny)
Gun – szkocka grupa rockowa założona w 1987 przez braci Giuliana i Dantego Gizzich, wspólnie z Markiem Rankinem, Scottem Shieldsem oraz Baby Staffordem. Grupa najbardziej znana jest z coveru piosenki Word Up! amerykańskiego zespołu R&B Cameo.

## Skład
- Toby Jepson
- Giuliano 'Jools' Gizzi – gitara
- Dante Gizzi – gitara basowa
- Gordon McNeil

- Mark Rankin – wokal
- Baby Stafford – gitara
- Jim McDermott
- Stuart Kerr
- Scott Shields – perkusja
- Alex Dickson
- Mark Kerr
- David Aitken
- Irvin Duguid
- Cami Morlotti
- Alan Thornton

## Dyskografia
- Taking on the World (1989)
- Gallus (1992)
- Swagger (1994)
- 0141 632 6326 (1997)
- The Collection (2003)
- The River Sessions (2005)
- Popkiller (2009)